# Bathygobius curacao
Bathygobius curacao és una espècie de peix de la família dels gòbids i de l'ordre dels perciformes.

## Morfologia
Els mascles poden assolir els 7,5 cm de longitud total.

## Distribució geogràfica
Es troba des de Bermuda, Florida (Estats Units) i les Bahames fins al nord de Sud-amèrica.